# Reptalus ziaran
Reptalus ziaran är en insektsart som beskrevs av Dlabola 1985. Reptalus ziaran ingår i släktet Reptalus och familjen kilstritar. Inga underarter finns listade i Catalogue of Life.